# Lymantria flavicilia
Lymantria flavicilia este o specie de molii din genul Lymantria, familia Lymantriidae, descrisă de George Francis Hampson 1910 Conform Catalogue of Life specia Lymantria flavicilia nu are subspecii cunoscute.